# Kentucky Woman
Singles de Neil Diamond
Thank the Lord for the Night Time
(1967) Some Day Baby
(1967)
Kentucky Woman est une chanson de Neil Diamond, sortie en 45 tours en 1967. Elle se classe no 22 des ventes aux États-Unis.

## Reprises
Kentucky Woman a été reprise par le groupe de rock britannique Deep Purple sur leur deuxième album, The Book of Taliesyn (1968). Leur version est également parue en single, se classant 38e aux États-Unis.
La chanson a également été reprise par :
- Waylon Jennings sur l'album Only the Greatest (1968)
- Gary Puckett & The Union Gap sur l'album Woman Woman (1968)

## Utilisations
La version de Deep Purple apparait dans le film Once Upon a Time… in Hollywood (2019) de Quentin Tarantino.